# Eurythrips watsoni
Eurythrips watsoni är en insektsart som beskrevs av Ian A. Hood 1941. Eurythrips watsoni ingår i släktet Eurythrips och familjen rörtripsar. Inga underarter finns listade i Catalogue of Life.